# クロムハウンズ
『クロムハウンズ』 (Chromehounds) は、日本で2006年6月29日にフロム・ソフトウェアが開発し、セガから発売されたXbox 360用の3Dアクションシューティングゲームである。2010年1月7日16時59分をもってオンラインサービスを終了した。

## 概要
太陽フレアの異常活動により電子機器の使用や電磁波による通信索敵が非常に困難になっている地球で、タラキア、シャル・カール、モルスコイと呼ばれる3つの国家が争うネーロイムス地方と言う架空の地域が舞台。プレイヤーは多国籍軍需企業「ラフザカエル社」に所属する傭兵としてネーロイムスの3つの国家のいずれかに所属し、ハウンドと呼ばれる機動兵器を操り他2国と戦う。
この3国が開戦に至るまでの過程をチュートリアルとしたオフラインモードも存在するが、基本的にオンライン対戦を主軸とした作品であり、特にスカッドと呼ばれる最大6人単位のチームでの対戦プレイを主眼としている（ひとつのスカッドには20人まで所属可能）。
本作はインターフェイスに特色があり、敵味方を問わずコムバスと呼ばれる電波塔施設を制圧しない限り電波での走査が不能。
このコムバスを制圧するとボイスチャット（短距離無線）による通信が可能となるが、コムバスの通信有効エリアは限られている。
そのため広域通信を可能とするためには数珠つなぎの様にコムバスを制圧していく必要があり、制圧ルートも戦術として組み込まなければいけない（Xbox 360のプライベートチャット機能等で常時チャットが可能となるが、プレイヤーの密な連携を意識した要素である）。
またNA（ネットワークエリア）メイカーと呼ばれる索敵兵装を搭載すれば敵・味方の判別や広域索敵も可能となるが、相応のデメリットも多く万能ではない。

とはいえこのNAメイカーを積載しない機体は目視と短距離ソナー以外の索敵手段は存在しないため、コムバス制圧による通信の重要度は極めて高い。
本作は大小様々な問題を抱えてはいたが概ね支持を得ており、発売後も熱心なファンに支えられて新規プレイヤーも微増傾向にあった。
しかし発売当初のサーバー接続状況は劣悪で多くのプレイヤーの怒りを買った。結局この状況はしばらく続き、2週間後の7月11日から12日にかけてのおよそ12時間に及ぶメンテナンスによりようやく改善される事となった。
その後はプレイ数の激増により最長2ヶ月で1シーズンとされる戦争モードが僅か1日で決着が付いてしまうと言った事態が起きていた（後に改善された）。

## 国家
東欧、黒海沿岸のネーロイムス地方と呼ばれる架空の地方にタラキア、シャル・カール、モルスコイの三カ国が存在する。各国とも背後には協力関係にある国家組織が存在しており半ば代理戦争的な背景もあるが、それらとも領土問題や貿易摩擦等の案件を抱えており関係は必ずしも良好とは言えない状況にある。
またパーツの性能等は各国一長一短の特徴を有するため特定国家のパーツだけが高性能とは限らない。バランスの取れた機体構築のためには、3カ国それぞれの得意分野のパーツが求められる。そのため各国のパーツを手に入れる目的で亡命（所属国家の変更）をくり返す者も見受けられる。なお他国パーツ入手方としてショップでの鹵獲パーツ抽選販売がある。

### タラキア
3国の中で最大の人口を誇り、最も民主化に成功している多民族国家。背後にはアメリカが存在する。国土西側の黒海沿岸に港湾施設を備えており海運交易も盛ん。地理的には西部に平地や丘陵が多く、東部には険しい山岳地帯がつづく。この山岳地帯には旧城塞都市群の城壁跡が数多く残されており、地形と相まって天然の要害と化している。
ハウンドの武装は平均的なバランス型でデザインは平面的。特筆すべきパーツは直射砲やキャタピラ型脚部パーツ。他には小型コックピットやシステムデバイスに優秀なものがそろっている。

### シャル・カール
多民族による首長国連邦の形を採るアラブ系国家。国土の大半は砂漠で人口も最も少ないが、天然ガスや石油といった化石燃料の一大産地であり豊富なエネルギー資源を持つ。
ハウンド開発において日本や中国を中心とした極東連合の技術供与を受けている（両国とも現在とは違った歴史を歩んできた世界のため、現在の日本や中国とは異なる）。国内北部にあるビラール浄水場への襲撃事件がネーロイムス戦争勃発の要因となり開戦に至った経緯がある。
ハウンドの武装は軽装で特殊な性能に特化した高性能パーツが多い。武装はCE（化学エネルギー）属性に優れた兵装が充実している。
逆関節や多脚など脚部パーツに優秀なものが揃う。デザイン面では丸みを帯びた形状が主で、昆虫を模した様な形状が特徴。

### モルスコイ
ロシア共和国を後ろ盾にした全体主義国家。険しい山岳に囲まれ、豪雪による影響で銀世界が広がる国土は鉱物資源が豊富。それら鉱物資源を運搬するため鉄道が発達しており、首都オストロヴをはじめ各地方都市を結ぶ重要な交通手段に至るまでになっている。また東部山岳地域には雪解け水を活用したダム施設を建設して水資源の確保にも努めているほか、湖や森林地域等といった自然環境を活かした保養地の整備も盛ん。
ハウンドの兵装は重装甲･高火力を重視した大艦巨砲主義。各パーツは物質弾への高耐久性を誇るが鈍重で取り回しに難があるものが多く、特に制御系パーツは貧弱なものが多い。
代表的なパーツはスナイパーキャノンや重砲と呼ばれる巨大榴弾砲。いずれも高火力で国の特色がよく出ている。脚部では四脚の性能が特筆に値する。
　

## ネットワークエリア
通信可能な範囲のことでNAと略称される。この範囲外ではたとえ接近していてもハウンド同士の通信は不可能。NAは『コムバス』と呼ばれる巨大な電波塔かNAメイカーと呼ばれるNA発生装置を搭載したハウンドによって展開される。NAは範囲が重なる別のNAと相互に通信が可能。また、NAメイカー装備機はNA内の敵味方の位置と味方機の機番を確認できる。
前述の様にNAを確保する手段の一つがコムバスの制圧である。コムバスはNAを発生させる破壊不可能な構造物でマップごとに設置数が異なる。多くのコムバスを確保すれば友軍との円滑なコミュニケーションや敵軍の行動の探知が可能。また15分間の戦闘で決着がつかなかった場合はコムバスの占拠数により勝敗が決することから戦術上重要な意味を持つ。

## ルールと勝利条件
オンライン対戦では、予めプレイヤーによって設置されたいわゆる対戦部屋に敵対国のプレイヤーが乱入する形式となっている。対戦部屋が設置される際には「対戦マップ」「階級（新兵～大佐）」「参加可能人数（1～6人）」等の設定を設置側のプレイヤーによって事前に指定された状態となっており、それら条件に合致した場合にのみ乱入が可能となる。
乱入後は出撃する司令部の選択、チーム戦ならば機体編成や大まかな作戦行動立案等を経て時間内に双方共に出撃待機中になれば対戦成立となり、対戦が開始される仕組みになっている。
勝利条件は3種類あり、15分という作戦時間内に『敵機全てを撃破する殲滅勝利』『作戦時間終了時におけるコムバス獲得数優位勝利』『敵司令部を破壊する司令部破壊勝利』があり、逆にこれらを相手側にやられると敗北となる。なお作戦時間内に決着がつかず、さらにコムバス獲得数が同じだった場合は『引き分け』となる。
オフラインでは勝利条件というよりもクリア条件といった形で様々な条件が設定されている。

## ハウンド
太陽フレアの異常活動により電子機器や電磁波の使用に大きな制限が加わっていると言う設定のため、この世界では航空機や長距離誘導兵器がほとんど役に立たず、地上車両による目視直接射撃の近距離戦闘が中心となっている。そんな戦場に特化して開発されたのがハウンド(HOUND)である。
主力兵器であるハウンドは非常に高い自由度を持った機体構築が可能な一種の機動兵器である。脚部とコックピットを備え、縦横高低が一定範囲内に収まった上で脚部の積載重量制限をクリアすれば、どの様な形状の構築であっても出撃が可能となる。ただし想定した性能を十分に引き出すには消費電力以上の電力を確保する必要があるため大抵の場合ジェネレータが必須パーツとされている。あまり実用的ではないがコクピットからも僅かながら出力は得られるため、省エネルギー性に優れた構築の場合はジェネレータを必要としない例もある。
またハウンドは脚部以外のパーツに部位という概念が無く、脚はあっても頭や手は無い。ロボットのような外見だが、車輌である。この点がプレイヤー自身の機体の構築と戦闘という同じテーマを持つアーマード・コアシリーズとの大きな違いである。
ハウンドは構築の自由度は高いが、あらゆる距離に対応できる武装や戦場全域をカバーできる速度といった全ての要求を満たす事は現実的ではない。ロボットものに多い機敏な動作、短時間の速力増加（いわゆるダッシュ）やジャンプも出来ないため、ある程度特化した性格の機体構築でなければ結果的に全てにおいて中途半端な性能に陥りやすい。特にオンラインでは単機で一方的に撃破していく事は困難であるため、単機で総合的な高性能を目指すよりもチーム内での役割に特化した構築が必要とされる。
ちなみに人型や通常の戦車を模したような構築も可能だが、デザインを優先しつつ実戦で通用する性能のハウンドを組み上げる事は非常に困難である。
また多くの戦闘を経る事により自ずと実戦向きな姿になっていったハウンドは、兵器特有の機能美と受け取ることもできる。オンラインで出会う敵味方のハウンドの試行錯誤に満ち溢れた“作品”を見ていくのも楽しみといえ、珍しい外観や特定の何かを模した秀逸なデザインを持つハウンドと遭遇した場合は敵味方にもかかわらず戦闘を止め機体を鑑賞する等の光景も見られた。

## ロールタイプ
このゲームを特徴付ける6種類の「役割」。職業や技能とも異なるもので無視しても一向に構わないが、機能や役割に応じたプレイスタイルを意識すると大抵はこの類型に落ち着く。

### アタッカー
海外版ではソルジャーと呼ばれる近～中距離での戦闘を得意とする前衛役。主な任務は敵前衛とのドッグファイトや戦線維持。武装次第では敵の司令部への切り込み等、火力と機動力をバランス良く持った機体が多いが、パーツ構成によって戦闘スタイルは千差万別となる。脚部は逆関節か高速キャタピラが主流。他には機動力重視の二脚や速攻型の四輪等が多く見受けられる。

### スナイパー
長距離狙撃を主任務とする狙撃兵。鈍足だが特定の狙撃地点に陣取り高い火力で待ち伏せするタイプと、一定の機動力を保持した上で敵の動きに合わせて狙撃ポイントを移動するタイプの2種に大別される。また望遠スコープを有する武装構成になるため索敵任務を担う事も多い。
本作のスナイパーの弾速は高速ではあるが目視可能なレベルにあり、敵機に着弾させるには相手の行動を予測した上での偏差射撃の技術を要する。とはいえ高火力を相手の射程範囲外から一方的に放てるスナイパーはスカッドの強力な戦闘力であり花形となる。

### ディフェンダー
拠点防御や戦闘力の低い味方機の護衛を勤める兵種…ではあるが、実際には各機それぞれが状況に応じて対応するため「役割」という印象は弱い。結局はある程度の機動力と敵機を迅速に破壊可能な火力、及び一定時間の足止めが可能な武装を積載する機体がその時々で充たる事になる。

### ヘビーガンナー
着弾地点からの爆風による範囲攻撃を可能とする榴弾砲を積んだ砲兵。超火力を誇る巨大榴弾砲（通称「重砲」）を多数積載したタイプと、機動性と反動抑制に優れた逆関節や高速キャタピラに榴弾砲を積載した中距離支援タイプがいる。
前者は長大な射程と、高出力で撃ち出す速い弾速を活かした最後衛からの遠距離砲撃を主任務とし、時には超遠距離からの司令部破壊を狙う事も。後者は機動力を活かした中距離からの援護射撃を得意とする。そのため後者は厳密にはヘビーガンナーと判別される事はないが、その汎用性の高さから打撃戦の主力となる場合もある。

### コマンダー
NAメイカーと呼ばれるレーダー機器を搭載した機体の総称。通信領域内での広域探索が可能で敵味方の位置を地図画面上で把握できるロールタイプ。また単独で通信領域を確保できる特性を活かした通信領域の拡大や穴埋めも可能。
しかし重くてエネルギー消費が激しいNAメイカーを搭載するため脚部やジェネレーターへの負担が大きく、火力面に性能を割り振る事が難しく直接戦闘に参加する事は得意ではない。そのため通信兵的な役回りに振り切って高速で動き回る（逃げ回る）タイプと、敢えて大容量のNAメーカーを搭載して後衛で陣取るタイプに大別される。

### スカウト
斥候。主任務は偵察や陽動等の撹乱、コムバスの制圧。目視での偵察が多く、何よりも機動力が優先されるため脚部は最高速に優れる四輪が主流だが、足跡や轍が残らないホバータイプも存在する。武装は重量増による速度低下を避ける理由から必要最低限なものにとどめる傾向がある。コマンダー同様に直接戦闘は得意としないが、その機動力を活かした奇襲戦法は鈍足機にとっては脅威である。
また敵の虚を突いた司令部破壊を目的とした機体もある。ただ本作において純粋なスカウトをこなすのは難しいため、アタッカーやスナイパー、コマンダーとの兼任が多い。

## ハウンド構成パーツ各種

### コックピット
ハウンドを構成する上での必須パーツ。名称こそコックピットであるが機体制御系や補助動力も搭載した、まさしくハウンドの心臓部である。なお構成パーツのなかでは基本的に最も重いパーツである。

ハウンドの各パーツには多かれ少なかれ可動用の電力が必要であり、通常はジェネレータを必要とすがコックピットからも僅かながらも給電が可能であり、構成次第ではジェネレータが無い状態でも稼働可能である（出撃可能な最低構成は脚部とコックピットであるため）。
コックピットを破壊されると他のパーツが健在であっても撃破されてしまうため、機体運用上で許される限りの強度が求められる。特に最前線で戦う事の多いアタッカー等は頑丈なものを。逆に後衛役のスナイパーやヘビーガンナー、速度重視のスカウト等は火力や機動力を活かすために小型で軽量なものが好まれる傾向にある。
なお機体性能を補佐するデバイスユニットは全てコックピットに取り付けられる。巨大で頑丈なコックピットになるほどデバイス用ソケット数は少なくなっていく傾向があり、コックピット選択の際はこの点も考慮する必要がある。

本作のコックピットは機体中心や正面にある必要はなく、コックピットが前方を向き一定の範囲に収まればどこにでも配置可能である。また、コックピットの正面を他のパーツで塞いでも視界を遮る事はないため、うまくコックピットを隠す事ができれば耐久性や生存率の向上につながる。
ただし前照灯はパーツに遮られてしまため夜間戦闘に影響を及ぼす事になるが、ガンカメラ映像だけはこの影響を受けない。
また、正面にアタッチメントを持つコックピットは存在せず、コックピットの向きを変える事もできないので、コックピットの正面防御には追加装甲（盾）をスペーサー等のパーツで設置する必要がある。
前述のとおりコックピットが破壊されるとその機体は撃破されるが、逆に他のパーツをどれだけ破壊されてもコックピットさえ健在であれば機体は撃破されないため最優先で防御すべき部位であり、追加装甲やスペーサーだけでなく、ジェネレーターや武装などのアタッチメントを最大限に活用してコックピットの防御に努めるのは最早必須と言っても過言ではない。ただし一旦破壊されたパーツに被弾するとコックピットに間接的にダメージが入ってしまうため、被弾しやすい場所を耐久性の弱いパーツで覆ってしまうと逆効果になる場合もある。ただ闇雲に覆えばよい訳ではなく工夫が必要である。
また単に盾となる物を装備するだけではなく、たとえば大型砲塔などの大きさと耐久性のあるパーツの下にコックピットをぶら下げて、飛来する砲弾に当たりにくくするといった方法もある。

### 脚部
必須パーツでありハウンド構築のスタートとなる部分。

ハウンドの行動の要であり損壊しても撃破には至らないが、行動能力や射撃時の反動抑制に著しい支障をきたす。他のパーツと違って被弾以外（高所からの滑落など）でもダメージを受け、戦闘時にも意外と被弾しやすい事から脚部にも耐久力は求められる。

脚部が関係するものとしては、積載能力、機関出力（走行速度）、トルク（加速力）、旋回部トルク（腰部回転速度）、反動吸収（射撃時の平衡維持性能）など。またホバー以外の脚部は足跡やタイヤ痕が残るため、それ自体が情報となり自機の存在を敵味方に知らしめる情報となる。
なお脚部に対して重量制限があり重量オーバーの場合は出撃不可だが、ガレージ内で暫定的に構築する事は可能。

6種類の脚部があり、それぞれに特色がある。
二脚
人間の脚に似た機動力に優れた脚部。小回りが利き、左右への変則的な動きで相手の狙いを外す戦い方が可能だが、一定以上のダメージや特定の攻撃を受けると強制的に動きが止まってしまう弱点がある。また他の脚部に比して脆く、腰高で地上高が高くなってしまい索敵の網にかかりやすい。そのため一撃離脱戦法や奇襲によって敵機背面をとる立ち回りが要求される。
二脚と逆関節は軽量級から重量級まで幅広い性質のパーツがあり、出来上がる機体の性格も様々である。
逆関節
鳥の脚の様な形状の脚部。スピードでは二脚に劣るが必要十分な機動性は保持しており、二脚には無い高い反動吸収能力が特徴で重火器を射撃した際の反動に悩まされる事も少ない。
これといって目立った欠点が無く、ほぼ全ての武装を効果的に運用する事ができる秀逸な脚部パーツであり、最も主流な脚部の一つ。ただし二脚と同様に腰高で機体の地上高が高くなりがちなので、スペックには表れないが被発見率は高め。
多脚
節足動物のような四本足の脚部。通称「四脚」。最も鈍足で腰部の旋回性能も低く、一度背後をとられるとそのまま撃破されてしまうほど。だがそれを補ってあまりある積載量と頑丈さに加えて、極めて優秀な反動吸収能力を持つ事から重砲を大量に積むヘビーガンナー等には必須の脚部。
またより精密な射撃を求めるスナイパーや重いNAメイカーを要するコマンダー等もこの脚部を選択する例もあり、結果的に用途に特化した構築や兵装に至る例が多く、凄まじい高火力を有する機体が完成する事がある。
キャタピラ
戦車のようなデザインの脚部パーツ。積載量と耐久面に優れており一部のパーツは逆関節以上の速度を有するため、こちらも主流な脚部の一つとなっている。
ただし現実の無限軌道車両と異なり反動吸収能力が低く、高反動の武装を扱うには向かない。また、直角的な方向転換時には構造上その場での旋回を余技なくされるが、優れた腰部旋回性能のおかげで近距離時における捕捉能力は高い。さらには頑丈さを活かした切り込み役も得意。大型で被弾しやすいのが欠点だが、機体の地上高は低く抑えることができる。
ホバー
水上走行も可能なホバークラフト状の脚部。最高速度に優れ、滑走するため地表の状態（砂漠、雪原等）による抵抗をほとんど受けないばかりか轍も残らない。欠点は発進加速や制動力が低く、上り坂になると途端に速度が低下する点。また総じて積載量が低いため重武装化は出来ない。
しかし射撃時に反動で脚が止まる武装を発砲した際、移動出力自体は一瞬ゼロになるが慣性でそのまま滑るように動くため、事実上射撃時に脚が止まらない（機体が完全に停止しない）という特性を持つ。さらに平坦な地形であればトップスピードを高レベルで維持する事も可能で、たとえ急旋回を行ったとしても速度低下の影響が低い。また後述のホイールよりも細やかな挙動が可能で、より接近戦向きな仕様と言える。
ホイール
ホバーをも凌ぐ最高速度を持つ四輪車両タイプの脚部。トルクフルで上り坂による速度低下の影響も少なく、急制動も利く。しかしその場での旋回が出来ず、細かく向きを変えるためには前後に切り返す必要があり、障害物の多い場所ではスタック状態に陥る等の四輪ならではの欠点を持つため大味な動きになりやすい。
高機動型の常に洩れず積載量は少なめ。スカウトに好まれる。細かな急旋回に弱い性質から前線での撹乱行動には若干のリスクを有するが、その高速を活かした一撃離脱戦法は侮れない。

### 武装
マシンガン
大量の弾丸を高速連射する機関銃。相手に命中させるのは容易だが1発1発の威力が低く、複数のマシンガンを一斉射撃する必要がある。高耐久の相手には効果が薄いように見えるが、軽微ではあるものの確実にダメージが稼げる美点がある。また高い機動力を有する相手を捕らえるのにも向いている。相応の弾数と時間を要するが司令部の破壊も可能。
軽量なのに加えて装弾数の多さも魅力でMAP上に配置されている敵NPCを掃討するのにも重宝する。タイプを問わず携行するハウンドは多い。
グレネード
高威力の爆弾を射出するというよりは投げつける投擲弾。直撃した時の威力は凄まじく、爆風ですら極めて高威力であるため短時間で相手を無力化に至らしめる事も可能。近距離戦闘に備えてスナイパー等が護身用に積載するほどである。
ただし弾道の癖が強く射程も短いため、命中させるには習熟と技術が必要。射程は仰角をとればある程度稼ぐ事は可能だが、その場合大仰角により敵機が見えず、榴弾砲等にある照準器が無いため距離も測りづらい。しかも照準精度も高くないため、敵機に命中させるのはほぼ運頼みのようなもので、実質的な有効射程は限られる。また密着時に射出すると自身も爆風による被害を受けて自滅する危険性もある。
ロケット
弾体に推進機構を備えた砲弾を発射する武器。対ハウンド用のHEATロケット、一度に小型ロケット弾を複数発連射する連装式拡散ロケット、大型ロケットを複数発射出するヒュージロケットの3種類がある。
初速が遅いが射出後に加速する特性を持ち、最終的には砲弾以上の速度になる。高威力に加えて発射時の反動が殆ど無いため高機動型の機体にも積みやすい。ただし弾道に癖があり、徐々に加速する特性も含めて当てるのは難しい。
ショットガン
散弾銃。近距離で集中的に命中した時の威力は驚異的で、マシンガンとは違って重装甲機が相手でもすぐに効果が得られる他、司令部の破壊能力も高い。また多少狙いがそれても数発は命中するため高速機相手でも比較的命中弾を得やすい。
ただし射程が短く、距離が離れると威力が極端に落ちる弱点があるが、グレネードとは異なり爆風による自滅の心配が無いため敵機と密着していても気にせず撃てる利点もある。また軽火器にしては比較的高耐久で装弾数も多く長期戦にも対応できる。
アサルトライフル
単発銃。威力、射程、連射のバランスに優れ、特に中距離戦では無類の強さを発揮する。更には牽制射撃や援護射撃は勿論、司令部破壊能力をも備えているという高い汎用性を秘めるが、近距離ではマシンガンの回転率に劣り、遠距離のスナイパーには届かない。また断続的に命中させてこそ真価を発揮する性質上、短時間での撃破能力や突破力に乏しく、突撃を仕掛けてくる相手を止めるには向かない。
着かず離れずといった高度な立ち回りと高い命中精度を要求される上級者向きの武装。
スナイパーライフル/スナイパーキャノン
長射程を誇る狙撃兵器。長距離からの牽制及び射撃に用いられるスナイパーライフルと、超長距離から必殺の一撃を見舞うスナイパーキャノンの2種類があるが、それぞれアサルトライフルと直射砲（後述）の長射程版と考えてよい。ただしスナイパーライフルは弾速と射程距離こそ最高レベルだが、それ以外の性能（装弾数、リロード速度、耐久度）が低く、それ単体では有効な兵装になりづらい。
スナイパーキャノンは2～4門を一点目掛けて一斉射撃するのが基本で、これがコックピットに直撃した場合はコックピットの耐久値次第ではいわゆるワンショット･ワンキルも可能なため、戦局を一変させる影響力を持つ。そのため長距離から動く敵機のコックピットを狙う腕利きのスナイパーの射線上に立つ事は極めて危険な行為であるが、逆に少しでも射線を遮ってしまえば直射武器ゆえに安全である。スナイパーの真価は射撃の腕もさることながら、射線が通る地点をいかに的確に把握し、確保できるかにある。
またスナイパーキャノンにはAPFSDS弾とCE弾の二種類の弾頭が選択可能となっているが、距離が離れるほど威力減衰の影響が大きくなるAPFSDS弾は超長射程を活かせないため選択するメリットは皆無に等しい（CE弾は弾速と射程では劣るが距離による威力減衰が発生しない）。
弱点は近接時における照準画面のズーム倍率の高さから来る取り回しの悪さ、長い装填時間、装弾数の少なさ等が挙げられる。特にスナイパーキャノンの装弾数は増弾してもせいぜい20数発という少なさのため、ミスショットは許されない。
直射砲
ある程度の連射力と射程を活かした近～中距離戦闘でのドッグファイトで活躍する高威力の単発式キャノン砲。前衛機の花形的武装で戦線維持や突撃等による電撃作戦には欠かせない。
上記スナイパーキャノンと同様にCE弾とAPFSDS弾の二種類の弾頭を選択可能で、基本的に近～中距離から3～4門を一斉射撃させる。CE弾は対ハウンド戦に特化した高い威力を有し、もう一方のAPFSDS弾は有効射程範囲内における司令部破壊能力に特筆すべきものがあるが、CE弾と比べると敵機撃破能力でやや劣る。しかし司令部破壊が可能な点から戦術的な幅が増える事や、CE弾より速い弾速を活かした命中率の高さから急速に注目され、ゲーム稼働後期には主力兵器にまで昇華した。
ただしロケット弾と違って弾速が徐々に遅くなるうえ、装弾数も多いとは言えない。また射撃時に脚が止まり発射反動も大きい等と決して万能ではない。それでも命中したときの見返りが大きく本作ではなかなかおこらない一撃必殺が狙えることから中・近距離の乱打戦では重用された。
榴弾砲
放物線状の弾道を描き、着弾点を中心に爆風による範囲攻撃を可能とする武装で、ライトアームズに分類される一般的な榴弾砲である「軽曲」と、大型の砲塔でヘビーアームズにカテゴライズされた巨大な「重砲」の2種類に大別される。
軽曲は扱いやすさを活かした前線への支援射撃に優れ、直接戦闘にも参加できる汎用性がある。重砲は威力、弾速、射程、仰角、爆風範囲等の多くの点で軽曲を凌ぐが大型であるために被弾しやすく、近接時における取り回しの悪さからも直接の戦闘には向かない。そのため超遠距離からの砲撃によってその真価を発揮する。
またそれぞれに3種類の性質の弾頭が用意されており、通常弾、威力強化弾、範囲強化弾がある。通常弾に比べて威力強化弾は爆風の威力は高いが、爆風の範囲は狭くなり、範囲強化弾はその逆になる。加えて重砲にのみAPFSDS弾の選択も可能だがこちらは爆風が発生しない。そのうえ距離による威力減衰が生じる性質上、スナイパーキャノンと同様に選択するメリットは皆無である。ただし司令部攻撃には強力であるが、超重量の砲塔を背負って敵司令部を目指すという苦労を甘受する必要がある。
なお軽曲には特筆すべき点として、着弾地点に火炎を撒き散らす焼夷弾の選択が可能となっている。火炎は近くにいる機体のジェネレータに高熱によるスキップダメージを与える事が可能で、ジェネレータ破壊後はダメージがコックピットへと転化される。また火炎は一定時間その場で燃え続けるため面制圧の効果もある。特に気温の高い砂漠ステージでは極めて有効。
ただし焼夷弾は砲弾自体の威力は低く、敵機との打撃戦や拠点の破壊には向かない。しかしそれを逆手にとり、自軍司令部に張り付いて破壊を狙う敵機に対して司令部ごと撃ち込む事で最小の被害で司令部から敵機を引き離す事ができる。
軽曲、重砲共に大きな屈折率の弾道と強力な反動のため、砲弾の種類に関係なく直撃は至近距離でもない限りほぼ運任せと言ってよい。そのため確実に被害を与えられる爆風や火炎を、敵機周辺に撃ち込む事が基本的な運用方法となってくる。
迫撃砲
小型榴弾砲といった武装で、自機の前方に山なりにばら撒く感じに撃ち出す。特に一定の高さの障害物や稜線を挟んだ状態であれば自機を晒す事なく一方的に攻撃できるため牽制として重宝する。また、軽量で装填時間も早いため近距離戦における使い勝手も良好。その様な性質から高速機に積載される事も多い。
ただし爆風の範囲は狭く、水平射撃を行うには前傾姿勢になる必要がある。また極めて脆く、特に爆風に晒されると簡単に破壊されるため注意が必要。なお榴弾砲と同様に焼夷弾の選択も可能。
一部には煙幕弾や照明弾などの特殊弾頭も用意されている。煙幕弾は着弾地点の周囲一帯にスモークを発生させて視界を遮る事が可能。煙幕は敵味方ともに視認が困難になるほど効果が大きく、敵機に捕捉された場合の逃走手段や撹乱の一つとして役立つ。照明弾に関しては後述の暗視センサの方が使い勝手が良いため、夜間戦闘であっても照明目的で使われる事は稀であり、長距離から司令部発見などメッセージを送る合図として利用もされた。
地雷、爆弾
地雷はその名のとおり地面に散布し、踏むことで起爆する爆弾。爆弾は推進力をもたない爆弾を前方にばらまく。ともに直接の戦闘よりも工作で用いられる武器。しかし効果とリスク、それに対する積載重量が見合わない等難点が多い。
地雷は１発でも命中すれば大ダメージを与えることができるので、予想される敵進行ルートに対し、高速機で先回りして予め地雷を撒いておくという戦法は散見された。しかし複数散布しても着弾及び爆風による誘爆で一掃され難点を抱える。爆弾は超威力を誇るが時限式で起爆管理が出来ないのが最大のネックで、前線の戦闘で命中させるのは困難である。また爆弾は司令部の破壊、地雷は司令部防衛用にそれぞれ用いられるが、基本的に足の遅いハウンドで有効に活用するのは難しい。
射突ブレード
高威力の金属製のブレード（杭）を打ち出す本作中唯一の直接打撃兵装。「パイルバンカー」、「パイル」とも呼ばれ司令部の破壊に有効。打撃兵器ではあるが火薬で杭を撃ち込むため弾数制限がある。比較的軽量で大量に積載して運用される事が多いが、装填時間も長めで耐久値も低い。またほぼ密着でなければ命中しない。しかしその高威力とロマンに魅せられて対ハウンド戦に用いる強者もいる。
ミサイル
誘導弾を射出する兵器。突出した威力を有する訳ではないが、射程内ではかなりの追尾力があり、一定の速度がなければ回避は難しく近距離で猛威を振るう。射撃戦闘の主軸とするには直射砲に比べて有効射程が短めでミサイルカウンター等によって無力化される場合もあり、決して万能とは言えない。また重量に比して弾数が少ないという欠点もある。
なお、このミサイルは基本的に熱源（ジェネレータ）を追尾すると言う特徴があり、撃ちっ放し能力を備える。発射前のロックオンは必要なく、射程内であれば発射後自動で敵を追尾するため障害物越しの攻撃が可能。ただし、敵機との間に防衛車両等といった別の熱源体があるとそちらを優先してしまう等、ロックオンができない弊害が出る事もある（焼夷弾の火炎等に反応する事はない）。

### その他
ジェネレータ
機体を稼働させるための電力を供給するパーツ。必須パーツではなく搭載せずとも出撃は可能だが、通常は機体の消費電力を賄えるだけの能力のものを搭載する。動力源は燃料電池であり燃料タンクも備えている。
またジェネレータには放熱量という値が存在する。これは焼夷弾による攻撃を受けたりした際の熱暴走（オーバーヒート）の発生及び沈静化までの時間に関係してくる。
NAメイカー
自機を中心にNAを発生させる大型のレーダー装置。コマンダーの必須兵装。このパーツを積載することで占領下のコムバスや友軍機が発生させるものを含むNA範囲内の敵味方の位置を把握できるようになり、索敵能力が飛躍的に向上する。しかし敵機の武装やロールタイプまでは判別できない。
また高重量で膨大な消費電力のため構築や武装に及ぼす影響が大きく、安易に積載する事は出来ない。
スペーサ
パーツ同士の干渉を避けるために挿入するパーツ。これを利用することで構築の幅が飛躍的に増す。比較的重量があるため無闇には使用できないが、それ自体が砲弾を遮る事ができ、尚且つ非常に頑丈なためシールド代わりとしての運用も見受けられる。
様々な形状があり、3国とも僅かながらサイズの違いがあり重量も違う。これら小さな差異が機体構築に影響を及ぼす事は多々発生する。
アシストパーツ
上記に分類されないその他のパーツ。
暗視センサ/サーモセンサ
本作の夜間MAPは月明かりや施設等に設けられている照明設備、射撃時のマズルフラッシュ以外の光源はほぼ皆無である。コックピットには前照灯が常設されているが、その照射範囲は極めて狭く、しかもそれ自体が自機の存在を周囲に知らしめてしまうため、夜戦において暗視センサは必須パーツと言ってよい。逆に暗視センサを装備しないことは全ての悪条件を背負う事になり作戦行動に甚大な支障をきたす事となる。
また先述の迫撃砲のなかには照明弾を選択可能な物もあるが、これも自機の位置を特定される危険性が高く、使い勝手は暗視センサに遠く及ばない。
余談だが本作の暗視装置使用時の射撃グラフィック（マズルフラッシュ）は大変に美麗であり、開発スタッフの拘りが垣間見える。
サーモセンサは機体の発する熱量を感知し投影する事で、僚機及び敵機の位置を把握する事を可能とする。その精度は高く、遠距離に存在する機体の放熱をも感知可能で、特にガンカメラ映像時にその効果を感じる事ができる。
また煙幕を焚かれて視界を奪われた状況であってもサーモセンサがあれば敵機の捕捉は容易になる。そのため索敵全般において非常に役立つパーツで、スナイパーやスカウトが携行する事が多い。
なおセンサ系統は軽量ではあるが消費電力が若干高めで形状もいびつで非常に脆い。
地雷探知センサ
散布された地雷を感知するセンサだが、実際は「目視しやすい様に光らせる」程度。そもそも地雷自体が使用されること自体が稀であり、必要な場面は皆無と言ってよい。
NAジャマー
コマンダーのNAメイカーへの表示を防ぐ事ができるパーツ。特に建造物で視界を遮られる市街戦や夜戦闘及び悪天候なMAPではコマンダー対策として十分に機能する。ただしジャマーを稼働させている間は友軍機のコマンダーからも表示されない。
また複数積載した場合は稼働時間が合算されるため、数によっては非表示状態を長時間維持したまま行動し、敵コマンダーを完全に出し抜く事も可能。
ただし短距離ソナーへの反応を消す事はできない。
ミサイルカウンター
ミサイルの接近を感知するとフレアを射出して被弾を防ぐパーツ。フレアは一度に複数個射出されるが対応できるのはミサイル1発分のみ。そのため複数のミサイルを射出された場合はその数に応じたミサイルカウンターを携行する必要があるが、ミサイルの射出間隔にミサイルカウンターが追いつかない場合もある。
なおミサイルカウンター自体が軽量なためスペーサの代用として利用される場合もあるが、スペーサ程の自由度と強度は無い。
ラジエータ（放熱器）
機体を冷却してジェネレータの熱暴走による影響を低下さる事が可能なパーツ。主に敵のロケットや焼夷弾攻撃を意識した装備である。また遠距離からのサーモセンサによる索敵対策にもなるが、やはり非常に脆い。
補助燃料タンク
ジェネレータ用の燃料を増やして活動時間を延ばす事ができる燃料タンクだが、電力を補う事は出来ない。
一部のモルスコイ製のパーツにはスペーサーの代用となるものもある。
ローター（浮遊装置）
機体を数秒間だけ浮揚させるパーツ。慣性を活かせば数秒間の滑空飛行も可能となる。各種ローターの性能にもよるが、基本的に機体重量が軽く、高速であるほど飛行時間は長くなる。それを利用して通常では進入出来ない場所への進入も可能となり、起伏の激しいMAPでは驚異的な機動性を獲得できるため電撃的な奇襲作戦も可能。
また作戦中に崖や急斜面から滑落すると脚部が損壊し、移動速度に影響が出てしまう。それを防ぐため滑落し切る少し前に起動させれば被害を抑えられるばかりか、無傷で済ませられる事もある。
追加装甲
いわゆるシールド（盾）。ハウンドの重点的に防御したい箇所（コクピット、脚部、武装など）に取り付ける事でカタログスペック以上の耐性を手に入れることが可能だが、爆風攻撃は防げない。
また複雑な形状のパーツが多い中で比較的広い面積の平面を持つため、エンブレム等のステッカーを貼るスペースとしても利用される。

### ラフザカエル支給パーツ
オフラインの各ミッションをクリアした際の成績に応じてラフザカエル社から支給されるパーツ群で、設定上は各国の正規パーツをラフザカエル社が自社所属の傭兵たちに支給している代物となっている。ただし大幅なデチューンが施されており正規パーツと比べると弱体化が目立つが、その分軽量化が図られている。特に支給版のスペーサは軽量化は著しく、重量制限の厳しい機体構築において非常に重宝する。
また支給パーツは「支給品」であるためショップでの購入は不可能となっているが、オフラインで入手した支給パーツのデータはオンライン上に反映される。なお支給パーツは全ての正規パーツが対象ではなく、一部パーツにのみ設定されている。